# Diocesi di Rotterdam
La diocesi di Rotterdam (in latino: Dioecesis Roterodamensis) è una sede della Chiesa cattolica nei Paesi Bassi suffraganea dell'arcidiocesi di Utrecht. Nel 2022 contava 445.000 battezzati su 3.852.000 abitanti. È retta dal vescovo Johannes Harmannes Jozefus van den Hende.

## Territorio

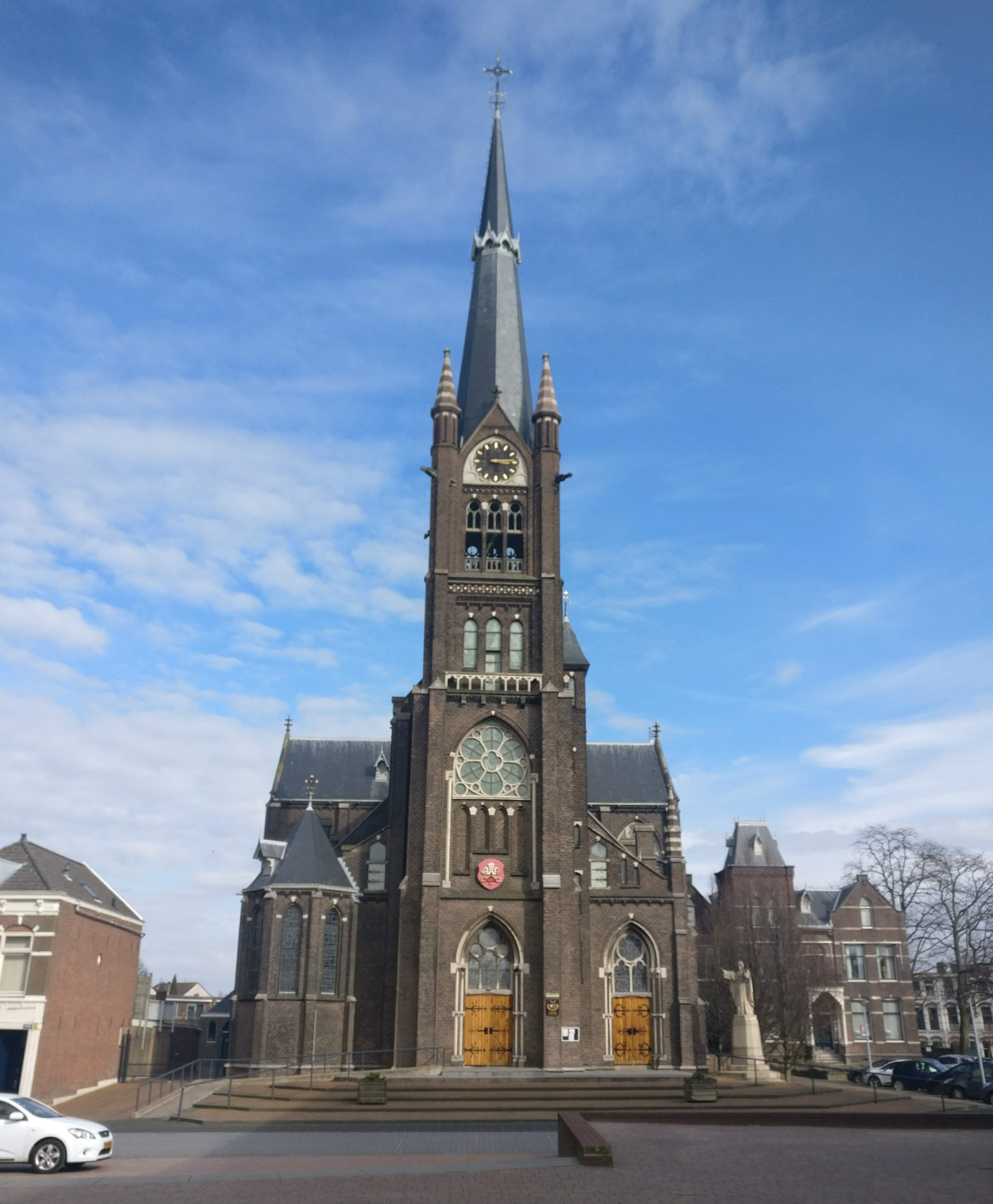
La basilica minore di Santa Liduina di Schiedam.

La diocesi comprende la provincia dell'Olanda meridionale, nei Paesi Bassi.
Sede vescovile è la città di Rotterdam, dove si trova la cattedrale dei Santi Lorenzo ed Elisabetta. A Schiedam sorge la basilica minore di Santa Liduina.
Il territorio si estende su una superficie di 8.326 km² ed è suddiviso in 58 parrocchie.

## Storia
La diocesi è stata eretta il 16 luglio 1955 con la bolla Dioecesium immutationes di papa Pio XII, ricavandone il territorio dalla diocesi di Haarlem (oggi diocesi di Haarlem-Amsterdam).
Il 2 luglio 1956, con la lettera apostolica Quo satius, lo stesso papa Pio XII ha proclamato San Lorenzo martire patrono principale della diocesi.
Il 15 agosto 1956 papa Pio XII con la bolla Ex vetusto istituì il capitolo della cattedrale.

## Cronotassi dei vescovi
Si omettono i periodi di sede vacante non superiori ai 2 anni o non storicamente accertati.
- Martinus Antonius Jansen † (10 marzo 1956 - 2 gennaio 1970 dimesso[2])
- Adrianus Johannes Simonis † (29 dicembre 1970 - 27 giugno 1983 nominato arcivescovo coadiutore di Utrecht)
- Ronald Philippe Bär, O.S.B. † (19 ottobre 1983 - 13 marzo 1993 dimesso)
- Adrianus Herman van Luyn, S.D.B. (27 novembre 1993 - 14 gennaio 2011 ritirato)
- Johannes Harmannes Jozefus van den Hende, dal 10 maggio 2011

## Statistiche
La diocesi nel 2022 su una popolazione di 3.852.000 persone contava 445.000 battezzati, corrispondenti al 11,6% del totale.
| anno | popolazione | popolazione | popolazione | presbiteri | presbiteri | presbiteri | presbiteri                | diaconi | religiosi | religiosi | parrocchie |
| anno | battezzati  | totale      | %           | numero     | secolari   | regolari   | battezzati per presbitero | diaconi | uomini    | donne     | parrocchie |
| ---- | ----------- | ----------- | ----------- | ---------- | ---------- | ---------- | ------------------------- | ------- | --------- | --------- | ---------- |
| 1969 | 788.000     | 3.000.000   | 26,3        | 1.021      | 431        | 590        | 771                       |         | 830       | 2.695     | 207        |
| 1980 | 794.723     | 3.074.592   | 25,8        | 782        | 334        | 448        | 1.016                     |         | 610       | 1.634     | 206        |
| 1990 | 777.521     | 3.254.188   | 23,9        | 581        | 254        | 327        | 1.338                     | 22      | 458       | 1.125     | 202        |
| 1996 | 697.912     | 3.389.829   | 20,6        | 495        | 200        | 295        | 1.409                     | 34      | 470       | 670       | 194        |
| 2000 | 697.912     | 3.389.829   | 20,6        | 495        | 200        | 295        | 1.409                     | 34      | 470       | 670       | 194        |
| 2001 | 697.912     | 3.389.829   | 20,6        | 495        | 200        | 295        | 1.409                     | 34      | 487       | 670       | 194        |
| 2002 | 580.555     | 3.509.747   | 16,5        | 402        | 164        | 238        | 1.444                     | 34      | 390       | 400       | 191        |
| 2003 | 577.390     | 3.511.125   | 16,4        | 382        | 144        | 238        | 1.511                     | 35      | 381       | 386       | 182        |
| 2004 | 579.816     | 3.527.895   | 16,4        | 391        | 153        | 238        | 1.482                     | 38      | 382       | 362       | 154        |
| 2010 | 528.000     | 3.555.000   | 14,9        | 383        | 135        | 248        | 1.378                     | 38      | 376       | 223       | 136        |
| 2014 | 531.600     | 3.655.000   | 14,5        | 358        | 110        | 248        | 1.484                     | 34      | 289       | 163       | 75         |
| 2017 | 487.000     | 3.714.000   | 13,1        | 166        | 97         | 69         | 2.933                     | 30      | 95        | 124       | 58         |
| 2020 | 476.000     | 3.798.000   | 12,5        | 137        | 83         | 54         | 3.474                     | 27      | 78        | 67        | 57         |
| 2022 | 445.000     | 3.852.000   | 11,6        | 126        | 77         | 49         | 3.531                     | 26      | 63        | 59        | 58         |